# Tara Pokì
Tara Pokì ist ein italienisches Filmdrama mit Westernelementen aus dem Jahr 1971. Er ist im deutschsprachigen Raum nicht gezeigt worden.

## Handlung
Der Farmerssohn Mico Sarrabanda arbeitet für Don Cialormo Pokì; er ist in dessen Tochter Tara verliebt. Als er um ihre Hand anhält, wird er wegen seiner Armut rüde abgewiesen, woraufhin er an seinem Rivalen um die Gunst Taras, Don Vincenzo Parroni, durch Abbrennen von dessen Olivenplantagen Rache übt. Danach sucht er Don Cialormo auf und tötet ihn. Aus Blutrache tötet der Sohn des Barons Micos Vater Pasquale. Mico hat derweil bei der Lehrerin Grace Unterschlupf gefunden, ist dort aber bald nicht mehr sicher und flieht nach Amerika.
Dort wird er vom Kalabresen Don Fifi in Empfang genommen. Er setzt auf Micos Tapferkeit; tatsächlich entwickelt sich Mico bald zum gefürchteten Kopfgeldjäger. Mit Erfolgen in finanziellen Dingen und einem gewissen Ansehen fragt er erneut um eine Hochzeit mit Tara Pokì, der er zahllose unbeantwortet gebliebene Briefe geschrieben hat, an. Tatsächlich trifft Tara bald in seiner neuen Heimat ein. Während der Hochzeitsfeier tötet sie Mico.

## Kritik
Der kaum wahrgenommene Film wird in Blogs als redseliges, recht unaufregendes Bauerndrama beschrieben.